# Rally Kompas Hertz
Rally Kompas Hertz je leta 1992 potekal v hribih nad Cerknico v okolici Žilc. Rally je dobil Silvan Lulik z Ford Sierro Cosworth ter postal prvi državni prvak v samostojni Sloveniji.

## Zmagovalci
| Leto | Dirkač       | Sovoznik        | Dirkalnik            |
| ---- | ------------ | --------------- | -------------------- |
| 1984 |              |                 |                      |
| 1985 |              |                 |                      |
| 1986 |              |                 |                      |
| 1987 |              |                 |                      |
| 1988 |              |                 |                      |
| 1989 |              |                 |                      |
| 1990 |              |                 |                      |
| 1991 |              |                 |                      |
| 1992 | Silvan Lulik | Matjaž Mihelčič | Ford Sierra Cosworth |